# Trương Văn Thông
Trương Văn Thông là Trung tướng Công an nhân dân Việt Nam. Ông nguyên là Ủy viên Đảng ủy Công an Trung ương, Cục trưởng Cục Đối ngoại, Bộ Công an Việt Nam.

## Tiểu sử
Trương Văn Thông có quê quán tại tỉnh Bắc Ninh.
Tháng 8 năm 2013, Trương Văn Thông là Đại tá Công an nhân dân Việt Nam, Phó Cục trưởng Cục Bảo vệ Chính trị III (A64), Tổng cục An ninh 1, Bộ Công an (Việt Nam).
Tháng 4 năm 2016, Trương Văn Thông là Thiếu tướng Công an nhân dân Việt Nam, Tham tán Công sứ, Trưởng Ban An ninh Đại sứ quán Việt Nam tại Cộng hòa Liên bang Nga.
Từ tháng 3 năm 2017 đến tháng 9 năm 2017, Trương Văn Thông là Thiếu tướng, Trưởng đại diện Bộ Công an Việt Nam tại Nga.
Từ tháng 9 năm 2018 đến tháng 12 năm 2018, Trương Văn Thông là Thiếu tướng, Uỷ viên Đảng ủy Công an Trung ương, Cục trưởng Cục Đối ngoại, Bộ Công an Việt Nam.
Năm 2019, Trương Văn Thông được thăng quân hàm Trung tướng Công an nhân dân Việt Nam.